# Alexander von Brill
Pour les articles homonymes, voir Brill.
Alexander Wilhelm von Brill (né le 20 septembre 1842 à Darmstadt; † 8 juin 1935 à Tübingen) est un mathématicien allemand. Ses recherches concernent principalement la géométrie algébrique et la géométrie différentielle.

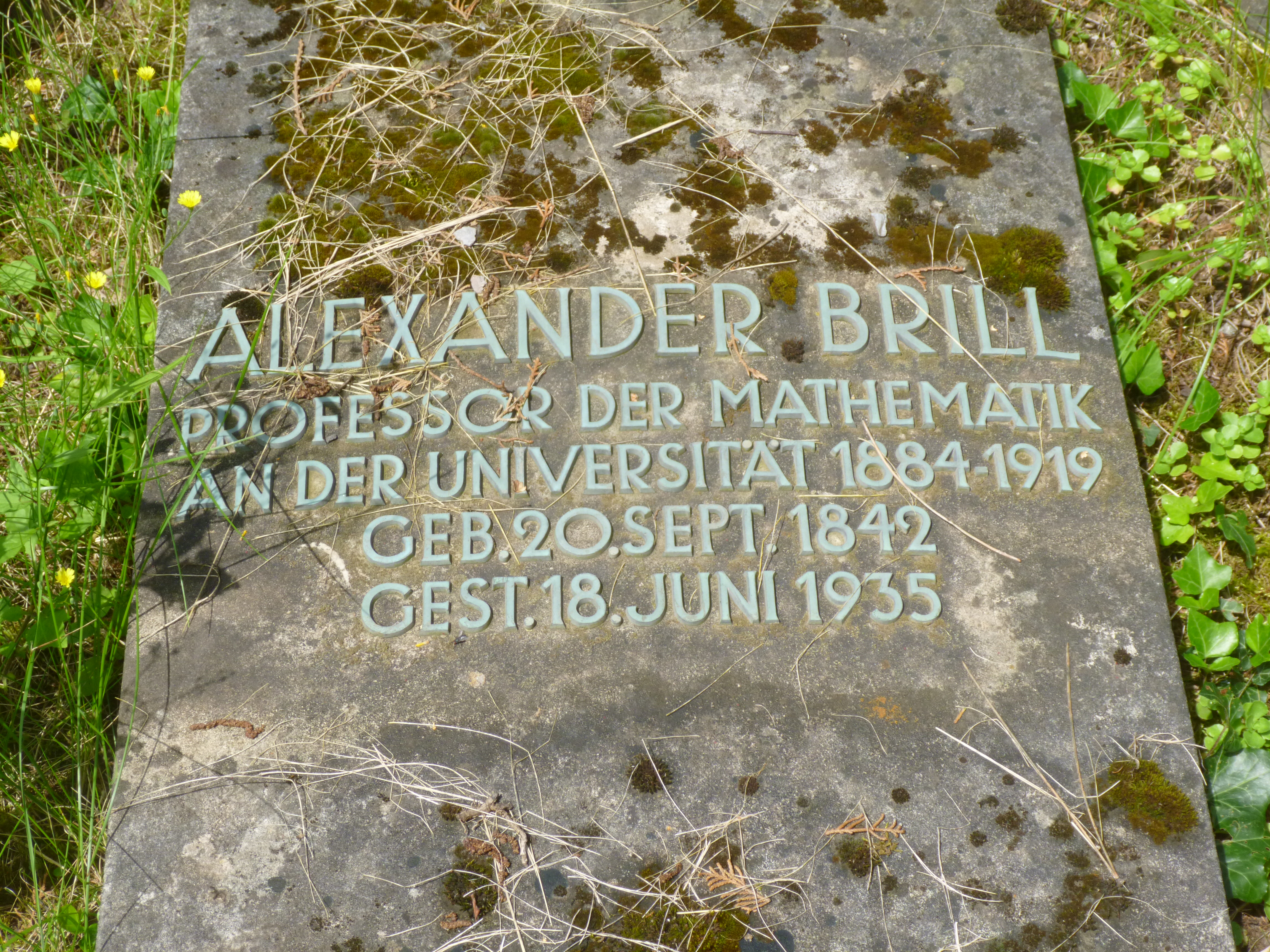
Tombe au cimetière de Tübingen.

## Biographie
Brill est le fils de l'imprimeur Heinrich Konrad Brill (1808-91) et de Julie Henriette Brill-Wiener (1820–1903). Après avoir fréquenté le lycée Louis-George de Darmstadt, il étudia de 1860  à 1863 l’architecture et les mathématiques (sous la direction d'Alfred Clebsch) à l’Institut de technologie de Karlsruhe, où son oncle Christian Wiener (de) enseignait la géométrie descriptive, puis s'inscrivit à l'Université de Gießen, où il soutint sa thèse en 1864 puis son habilitation en 1867, préparée en 1865-66 à Berlin sous la direction de Karl Weierstrass, de Ernst Eduard Kummer et de Leopold Kronecker. Comme à Giessen, il finançait ses études par des cours particuliers et des vacations à l'université. Il obtint l'agrément de privat-docent à Gießen (où Paul Gordan prit la place de professeur auxiliaire, Clebsch partant en 1868 à Göttingen) et en 1869 se vit offrir un poste de professeur à l’Université technique de Darmstadt. En 1875, il obtint une chaire à l'Université technique de Munich, où il eut comme collègue Felix Klein de 1875 à 1880, qui comme lui était partisan de l'intuition en géométrie : grâce à sa formation d'architecte, il réalisa lui-même les maquettes de surfaces gauches de l'université. À Munich, il eut pour étudiants Adolf Hurwitz, Walther von Dyck, Carl Runge, Max Planck, Karl Rohn (de), Luigi Bianchi et Gregorio Ricci-Curbastro. En 1884, Brill devint professeur titulaire de l'Université de Tübingen et fut même recteur de l'établissement en 1896 et 1897. Là, il avait pour collaborateur Hermann von Stahl (de), qui était parti en même temps que lui de Tübingen holte. Il obtint la distinction de professeur émérite en 1919.

## Travaux scientifiques
Brill s'est consacré à la géométrie algébrique. En 1874 il étudie avec Max Noether le corps abstrait des courbes algébriques et démontre le théorème de Riemann-Roch par une voie algébrique. Noether et lui-même rédigent pour l'Almanach des Mathématiciens Allemands de 1894 une synthèse sur l'histoire de la théorie des courbes algébriques. Cet article est le point de départ du traitement purement algébrique des problèmes posés par la géométrie algébrique : il a particulièrement inspiré l’École de mathématiques italienne naissante, groupée autour de Enriques, Severi et Castelnuovo.
Ses autres travaux portent sur les correspondances algébriques (Correspondance de Cayley-Brill) et les courbes gauches algébriques ; mais il s'est aussi intéressé à la physique mathématique, par ex. la mécanique rationnelle de Heinrich Hertz et le principe de Relativité d'Einstein : il est même (après Max von Laue, 1911) l'auteur du second manuel (chronologiquement parlant) de physique relativiste (1912). Brill a publié quelques articles sur l'histoire des Mathématiques, notamment les œuvres de Johannes Kepler (auxquelles il consacra son dernier article, en 1930). Ses étudiants Max Caspar (de) (1880–1956) et Walther von Dyck seront les éditeurs des Œuvres complètes de Kepler à Munich.

## Distinctions et titres
Brill était membre de l’Accademia dei Lincei, de l’Académie bavaroise des sciences, de la Leopoldina (Halle) et de l’Académie des sciences de Göttingen ; il fut président (1907) puis membre honoraire (1927) de la Deutsche Mathematikerverein. Alexander von Brill a été décoré en 1897 de la croix de l’Ordre de la Couronne de Wurtemberg, qui valait anoblissement. Il a présidé entre 1920 et 1925 la Société Wurtembergeoise d’Émulation des sciences.
Brill avait épousé en 1875 Anna née Schleiermacher (1848–1952) qui lui donna trois fils et une fille.

## Écrits
- Vorlesungen über ebene algebraische Kurven und Funktionen. 1925.
- Vorlesungen über allgemeine Mechanik. 1928.
- Vorlesungen zur Einführung in die Mechanik raumerfüllender Massen. 1909.
- Graphische Darstellungen aus der reinen und angewandten Mathematik. 1894.
- Mit Noether: Über algebraische Funktionen und ihre Anwendung in der Geometrie. Mitt. Göttinger Akad.1873, und ihr gleichnamiger Artikel in den Mathematischen Annalen Bd.7, 1874, Online
- Mit Noether: Die Entwicklung der Theorie der algebraischen Funktionen in älterer und neuerer Zeit. Jahresbericht DMV 1894.
- Das Relativitätsprinzip. Teubner 1912.
- Über Kepler's Astronomia nova. Stuttgart 1930.